# قطعة تأريخ

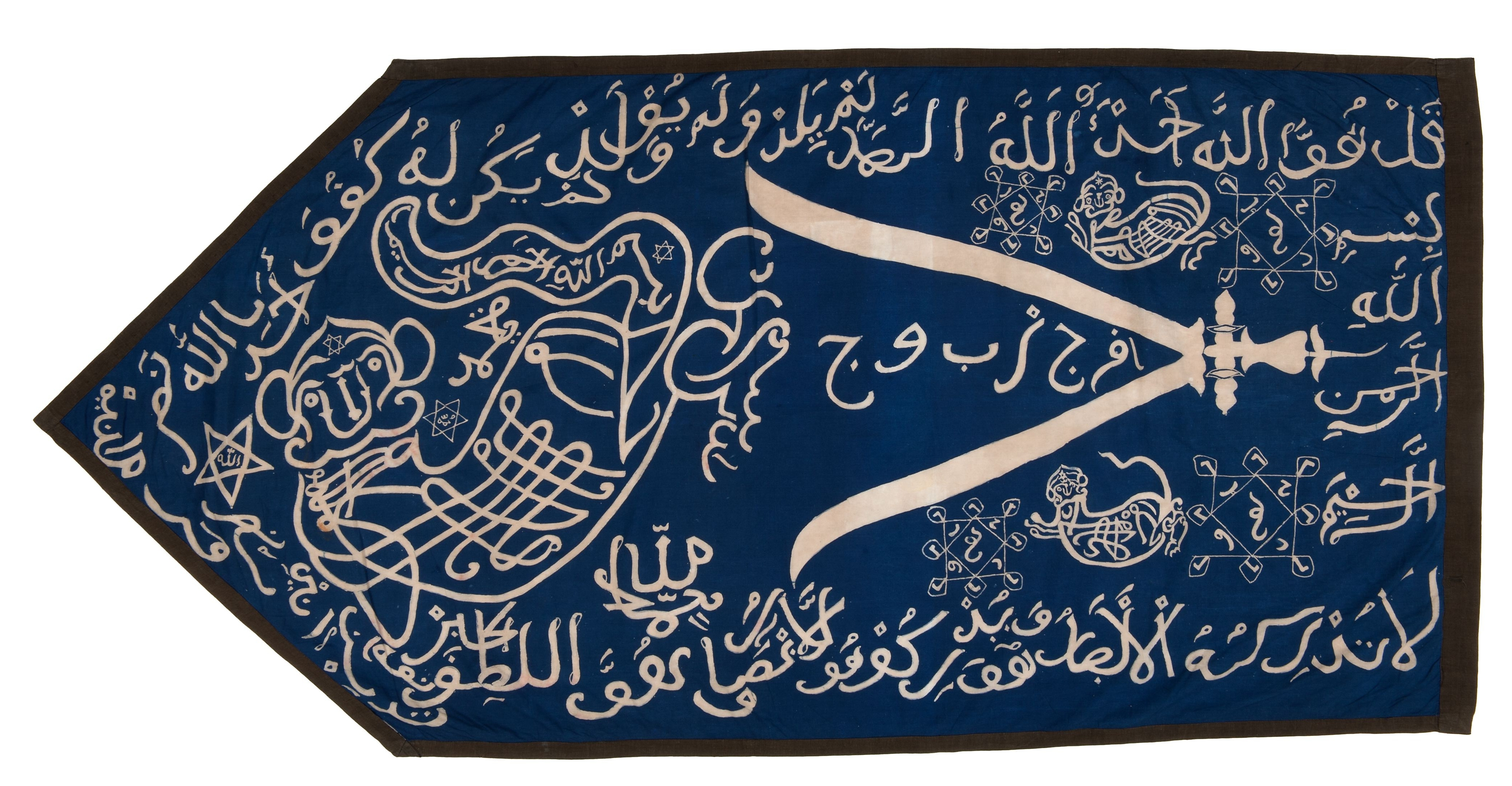
راية مرسوم عليها ذو فقار ذو نصلين بينهما عبارة من حروف ستة م_ج_ز_ب_و_ج تدل على سنة 1776

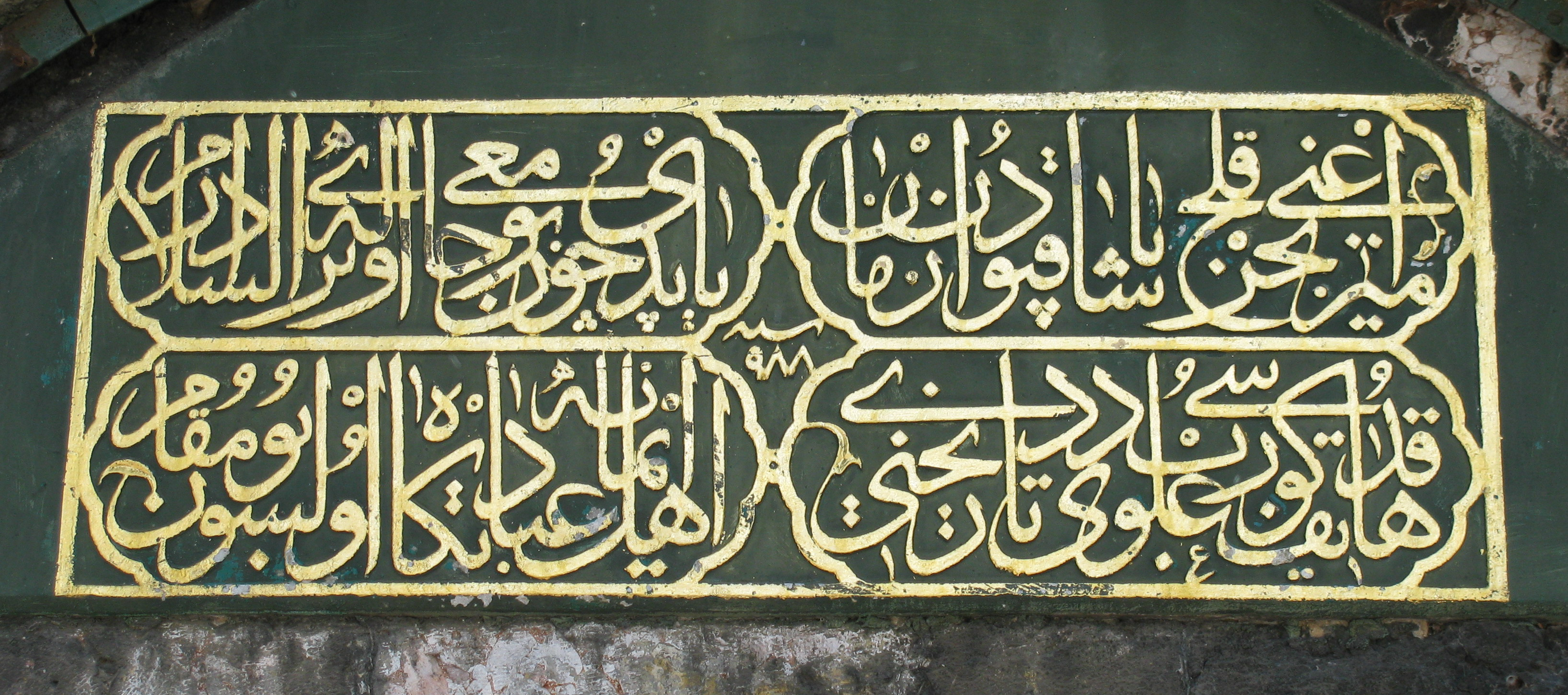
قطعة تأريخ في جامع علي باشا قلج بإسطنبول

قِطعة التأريخ، ويقال لها التأريخ والتَوريخ (ج. تواريخ) والرمز وحروف الجُمَّل وحساب الجُمَّل، هي جملة من الحروف المرقومة تستعمل دلالة على تاريخ بعينه.

## في الشعر
«
أنشدتهُ يوم النَوَى — بيتًا بتاريخٍ خُتِم
» : لسان العرب

## ضروب التأريخ

### المذيل
التأريخ المذيَّل، ويسمى التعمية بالزيادة، هو الذي يستعمل فيه ما يزيد على المصراع الثاني من البيت لحساب التاريخ.

### المستثى
التأريخ المُستثنَى، ويسمى التعمية بالنقص، يكون بأن ينقص مقدار حرف من المصراع الأول من جملة مقادير حروف البيت الثاني لحساب التاريخ.

### المتوج
التأريخ المُتَوَّج هي الذي يحسب فيه التاريخ بالنظر إلى أول حرف كل واحد من الأبيات.